# Begonia lacunosa
Begonia lacunosa là một loài thực vật có hoa trong họ Thu hải đường. Loài này được Warb. mô tả khoa học đầu tiên năm 1895.

## Hình ảnh

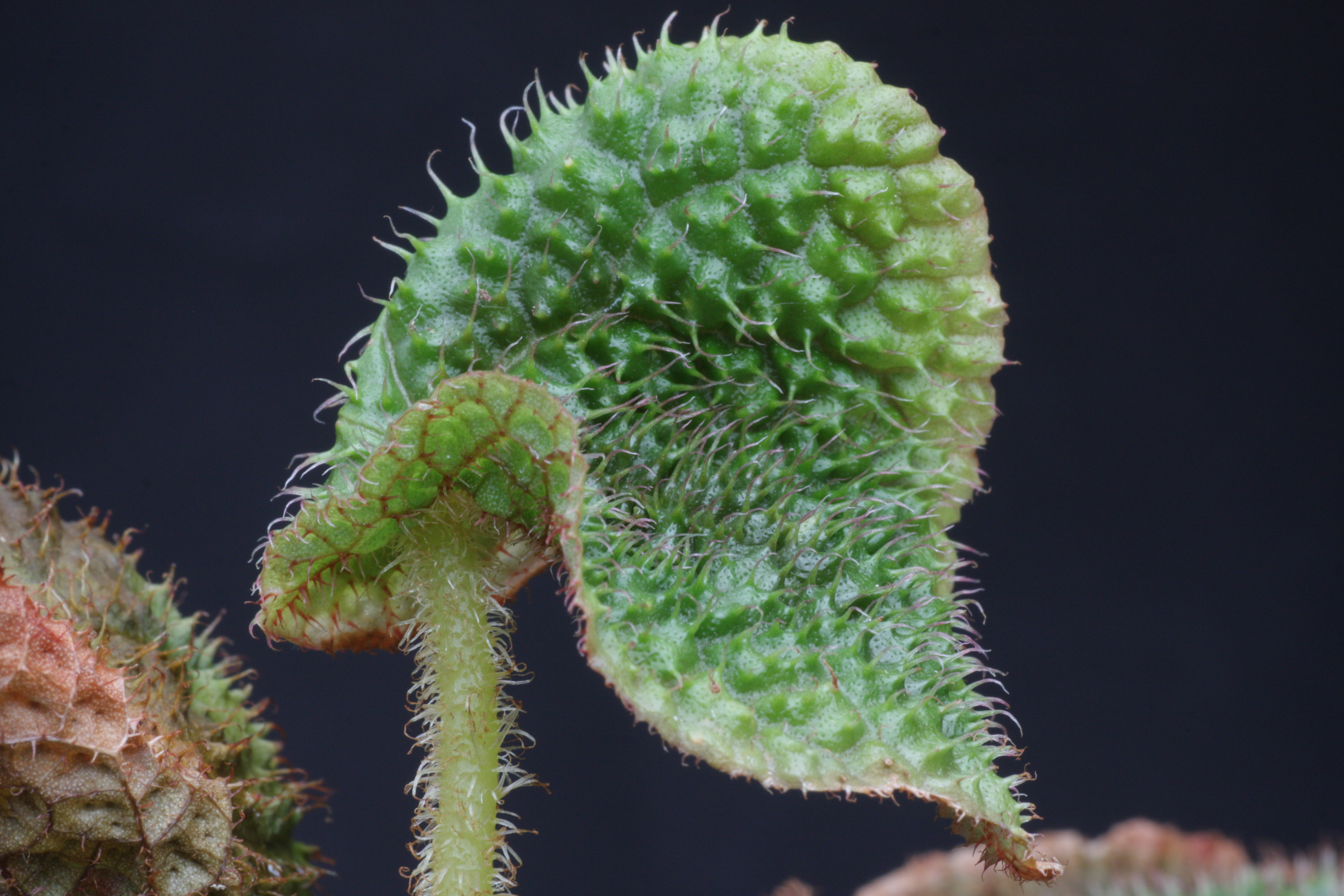
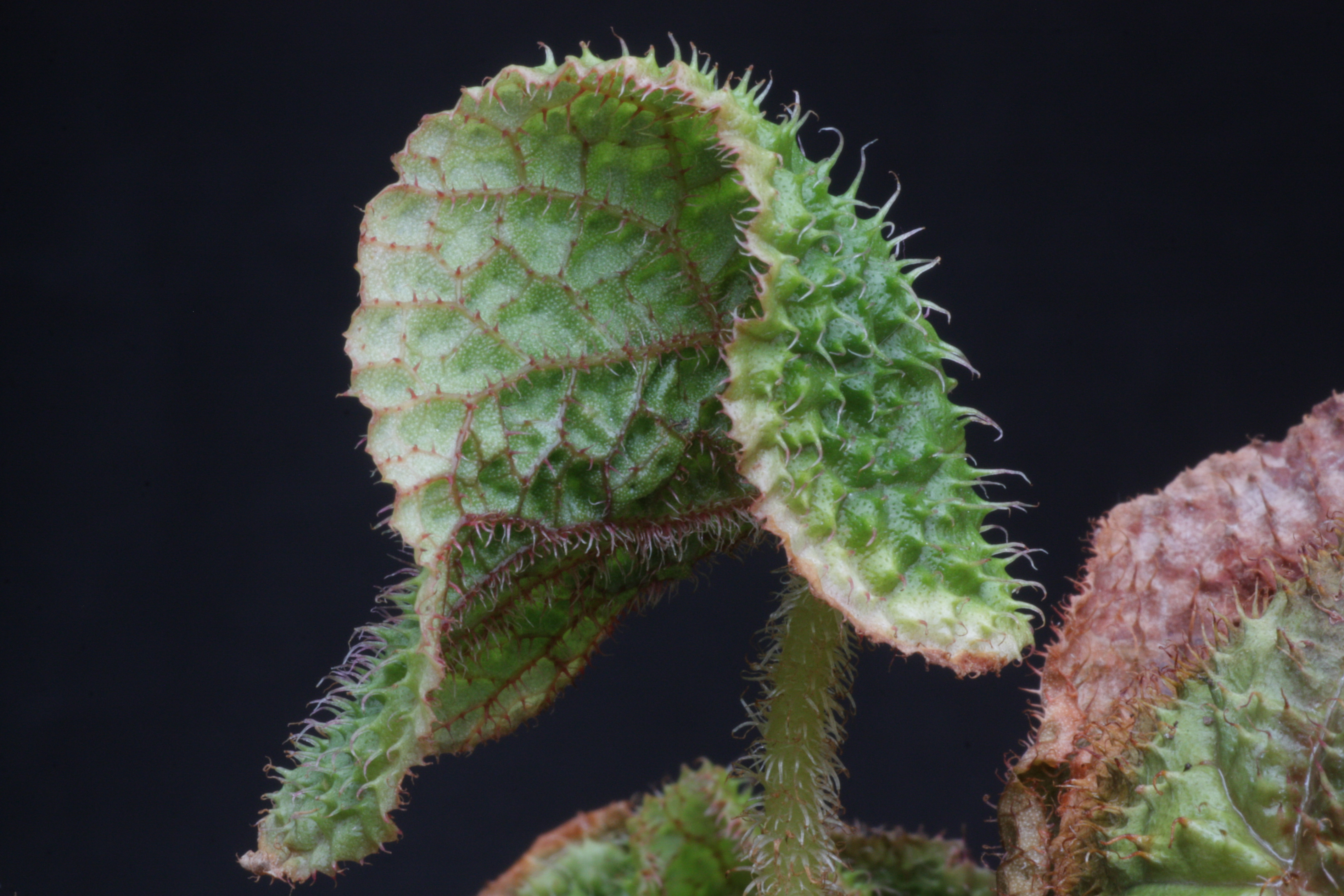
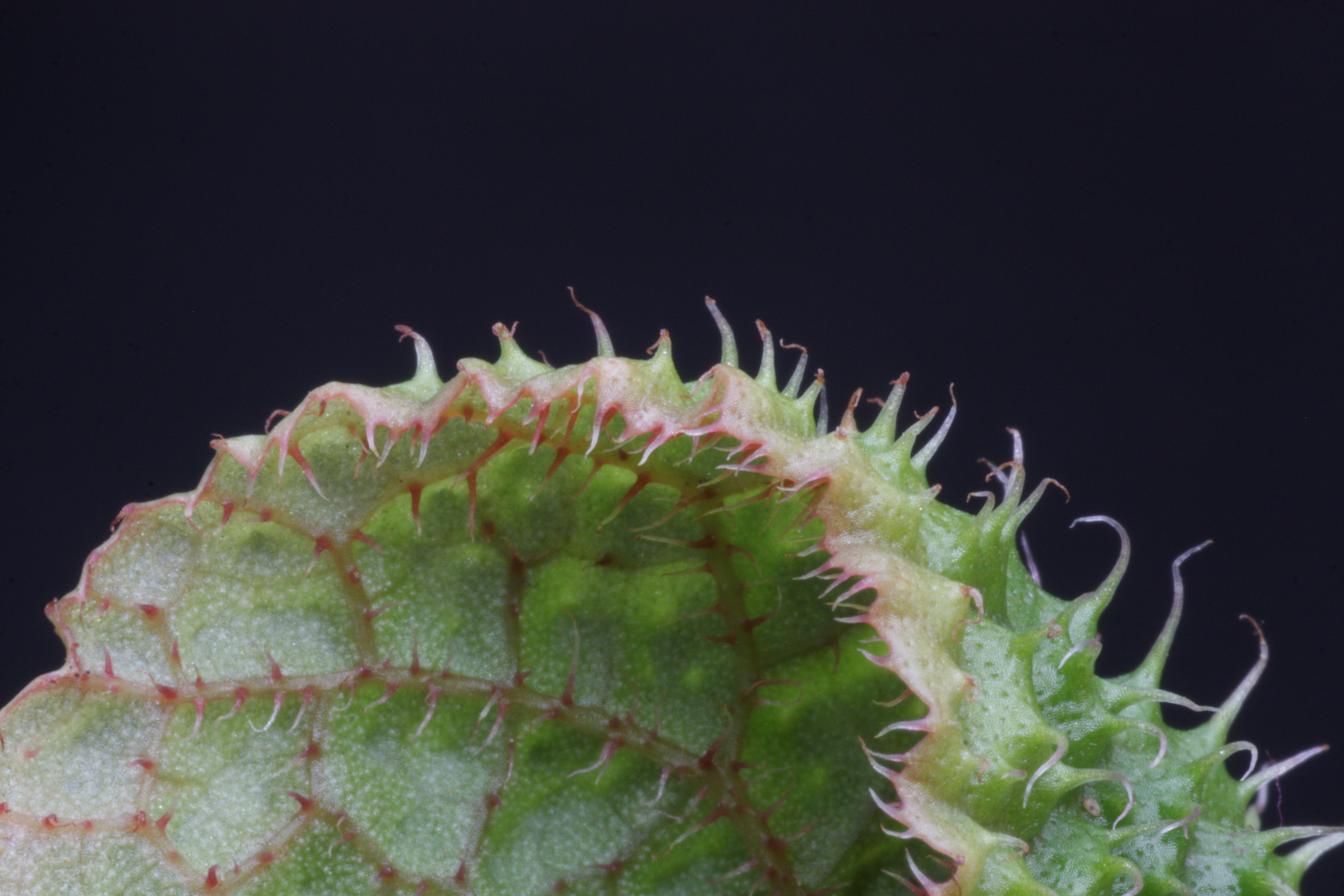